# 宮古島市未来創造センター
宮古島市未来創造センター（みやこじましみらいそうぞうセンター）は、沖縄県宮古島市にある図書館及び中央公民館の複合施設である。

## 概要
旧沖縄県立宮古病院跡に建設され、2019年（令和元年）8月17日に開館した。3階建てで、外観はテーブルサンゴをモチーフにしている。
- 建築面積 - 7,705平方メートル[2]
- 延床面積 - 12,203平方メートル[2]
- 敷地面積 - 23,319.87平方メートル[3]

## 沿革
当初は老朽化した宮古島市立平良図書館のみを旧県立宮古病院跡に移転し建て替える計画であったが、後に同じく老朽化した宮古島市中央公民館も旧県立宮古病院跡に移設して、図書館と公民館の複合施設を建設する計画に変更された。

### 平良市立図書館・宮古島市立平良図書館
- 1952年（昭和27年）8月 - 宮古琉米文化会館設立（木造瓦葺き）[6][7]。
- 1959年（昭和34年） - 宮古島台風により建物が倒壊[6]。
- 1961年（昭和36年）4月18日 - 鉄筋コンクリート構造2階建に改築[6][7][8]。
- 1971年（昭和46年）6月 - 閉館[6]。
- 1973年（昭和48年） - 本土復帰に伴い、日本政府が施設を買い上げ平良市に無償譲渡。平良市文化センターに改称[7]。
- 1985年（昭和60年）4月 - 平良市中央公民館の完成に伴い、平良市立図書館に改称[7][9]。
- 2005年（平成17年）10月 - 市町村合併に伴い宮古島市立平良図書館に改称[10]。
- 2010年（平成22年）
  - 5月28日 - 移転のため業務休止（旧平良図書館は閉館）[10]。
  - 6月18日 - 宮古島市役所平良第二庁舎（旧宮古支庁舎）へ一時移転し業務を開始[10]。
- 2011年（平成23年）3月 - 旧平良市立図書館解体[11]。
- 2018年（平成30年）
  - 11月30日 - 平良第二庁舎でのサービス終了[12]。
  - 12月1日 - 閉館[12]。

### 沖縄県立図書館宮古分館・宮古島市立平良図書館北分館
沖縄県立図書館宮古分館が2010年（平成22年）3月31日に閉館した後、同年4月に宮古島市立平良図書館北分館となった。北分館は2018年（平成30年）3月31日に閉館したが、蔵書・資料は未来創造センターに引き継がれている。
- 1928年（昭和3年）8月 - 宮古簡易図書館（昭和図書館）設置[13][14]。
- 1948年（昭和23年）4月 - 宮古群島政府宮古図書館が開館。
- 1961年（昭和36年） - 宮古島市平良字東仲宗根42（閉館までの所在地）に移転[13][14]。
- 1965年（昭和40年）1月8日 - 宮古群島政府宮古図書館から琉球政府立中央図書館宮古分館に改称。
- 1972年（昭和47年）5月15日 - 本土復帰に伴い、琉球政府立中央図書館宮古分館から沖縄県立図書館宮古分館に改称。
- 1979年（昭和54年）3月 - 宮古分館新館が竣工[13][14][15]。
  - 敷地面積 - 482m2
  - 延床面積 - 639m2
  - 規模・構造 - 地上2階（鉄骨鉄筋コンクリート造）[16]
- 2010年（平成22年）3月31日 - 宮古分館廃止。翌4月1日から宮古島市立平良図書館北分館となる[13][15][17]。
- 2017年（平成29年）12月28日 - 宮古島市立平良図書館北分館一般利用終了[13][15]。
- 2018年（平成30年）
  - 3月31日 - 宮古島市立平良図書館北分館閉館[14]。
  - 5月14日 - 宮古島市立平良図書館北分館閉館式[14]。

### 平良市中央公民館・宮古島市中央公民館
- 1985年（昭和60年）6月1日 - 平良市中央公民館落成式[9][18]。
- 2005年（平成17年）10月 - 市町村合併に伴い宮古島市中央公民館に改称[18]。

### 宮古島市未来創造センター
- 2017年（平成29年）3月 - 着工[2]。
- 2019年（令和元年）8月17日 - 開館[2][3]。

## 施設概要
- 1階
  - 多目的ホール（移動観覧席200席、舞台ピット100席）
  - スタジオ1-3
  - ホワイエ
  - 郷土エリア（郷土資料 約3万9000冊、28席）
- 2階
  - ギャラリー
  - こどもエリア（子ども用資料、絵本、紙芝居 約2万7000冊、50席）
  - おはなしのへや
  - 一般エリア1（一般図書資料 約6万8000冊、57席）
  - 喫茶コーナー
  - 視聴覚コーナー（8席）
  - ブラウンジングコーナー
  - 新聞コーナー（5席）
  - 研修室（60人程度）
  - 調理室
- 3階
  - ティーンズエリア（中・高校生用資料 約4300冊、32席）
  - 一般エリア2（芸術関連資料 約1400冊、14席）
  - 学習室（24席）[3]